# Anastrepha ludens
Anastrepha ludens
 es una especie de insecto díptero que Friedrich Hermann Loew describió científicamente por primera vez en el año 1873. Pertenece al género Anastrepha de la familia Tephritidae.
A. ludens es nativa de México y América Central, y es una seria plaga de los cítricos y del mango. En California y Arizona es considerada una especie invasora. Es muy fecunda y tiene una vida más larga que otras especies de moscas de la fruta (hasta 16 meses). Se usa la técnica del insecto estéril para su control con bastante éxito.
El principal enemigo de A. ludens son avispas parasitoides, específicamente de las familias Braconidae e Ichneumonidae.

## Galería

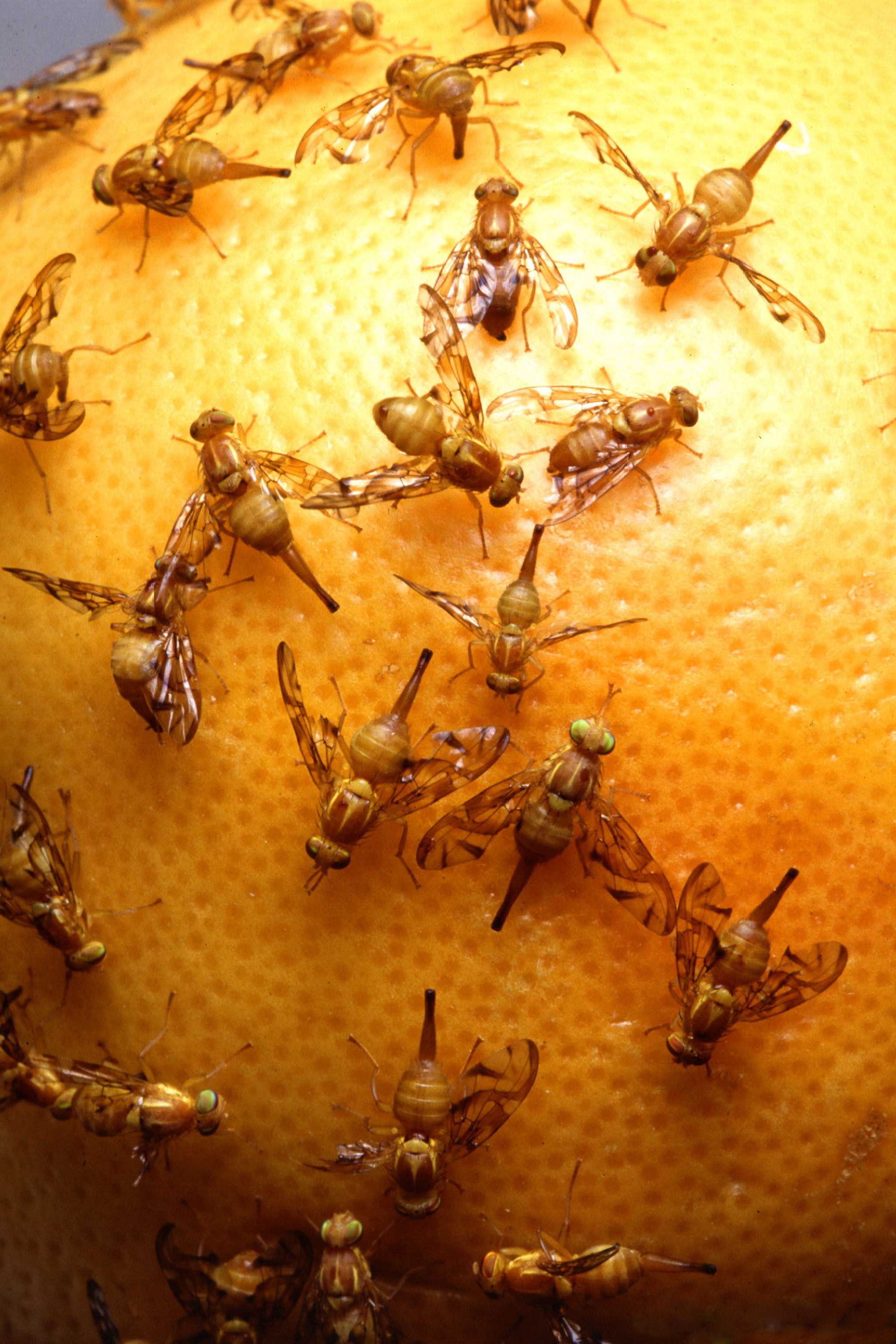
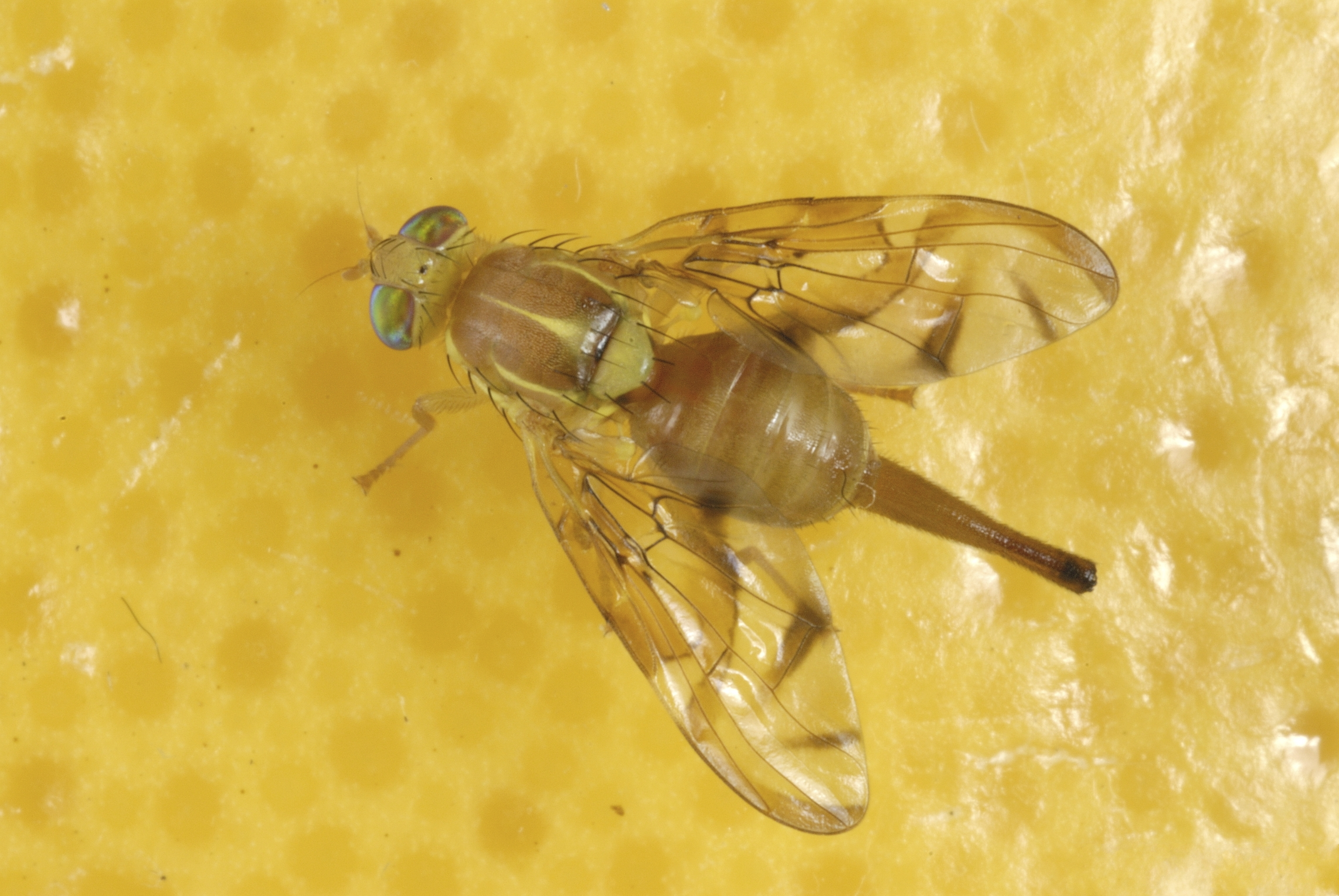
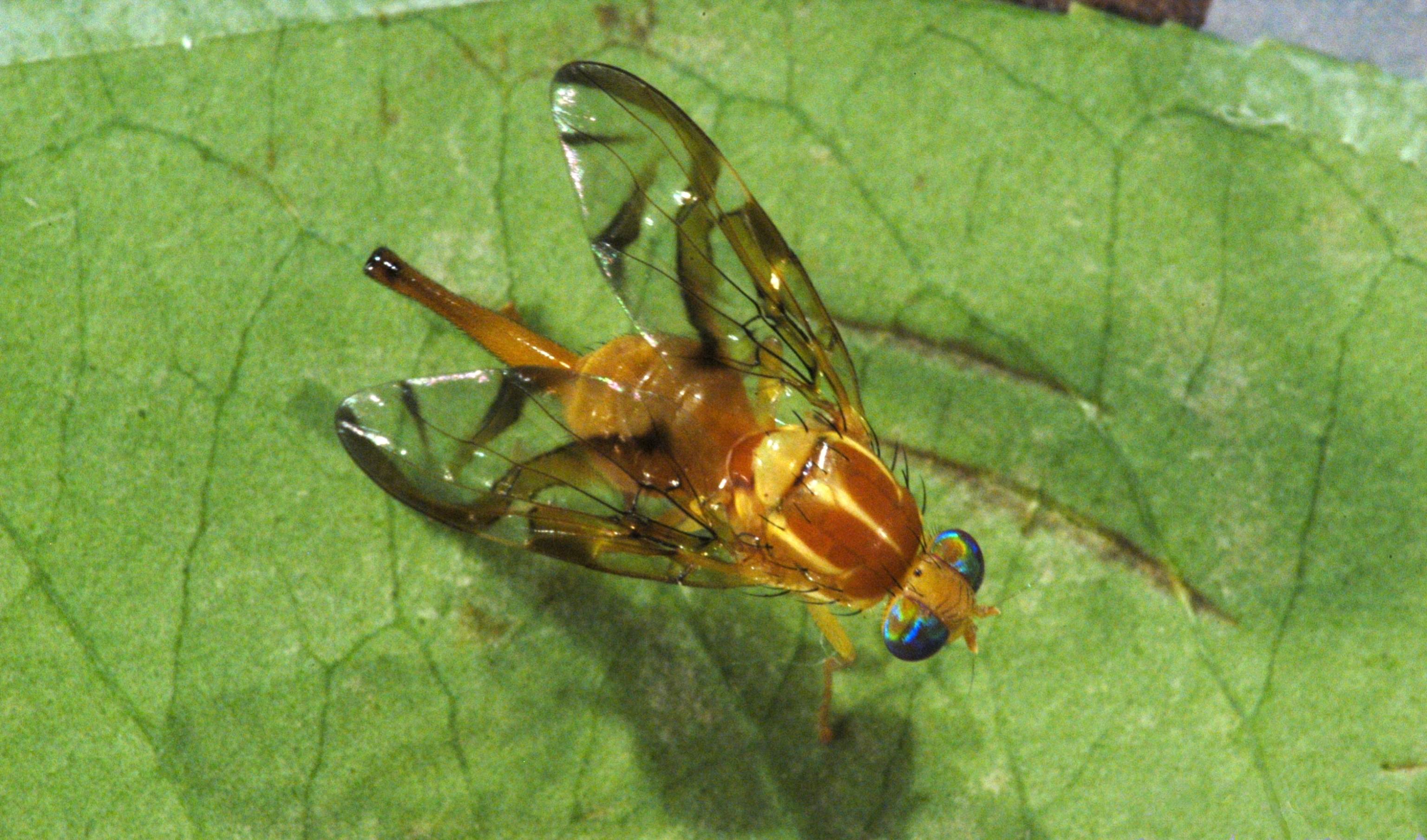
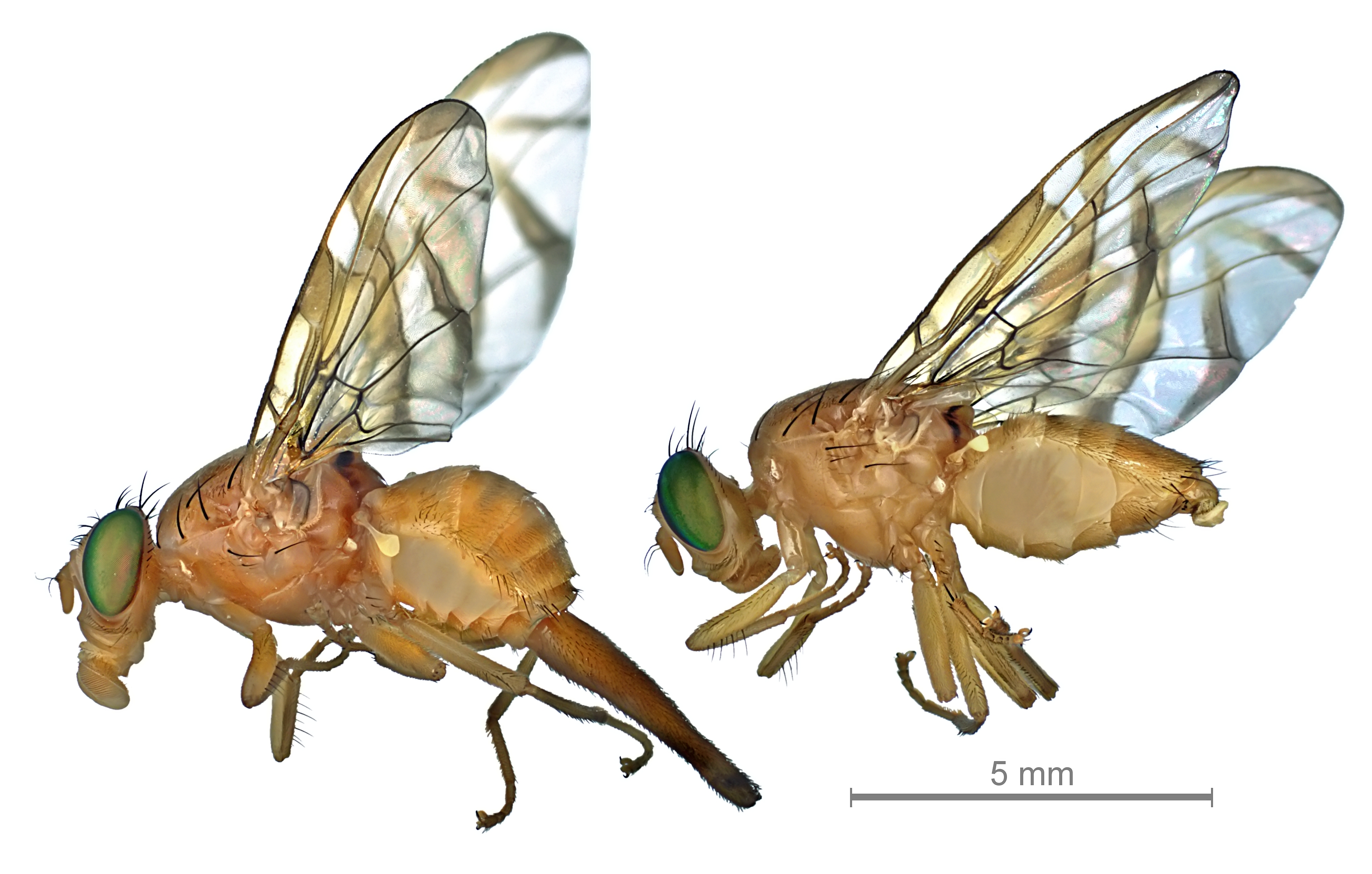
Hembra y macho
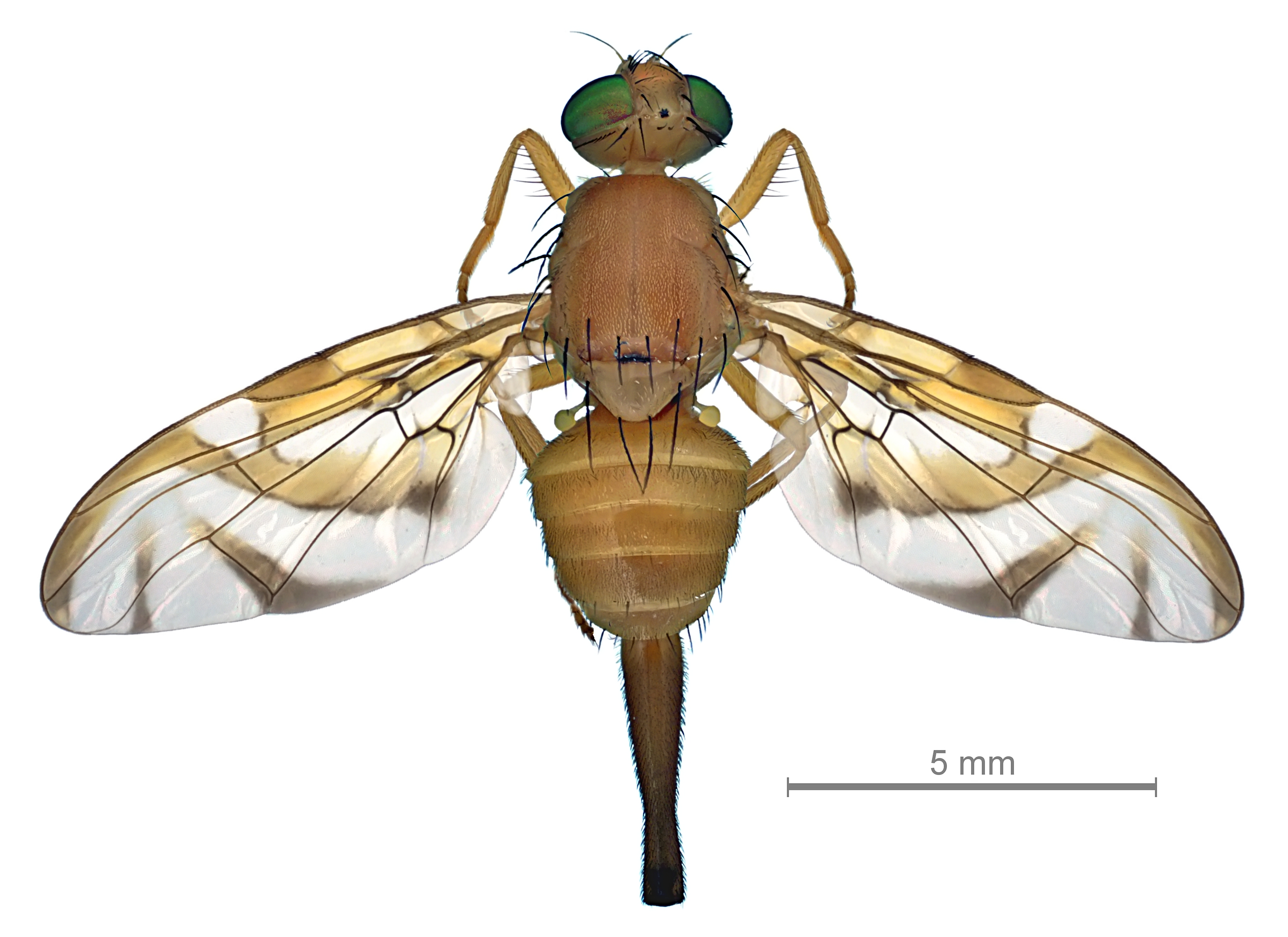
Hembra, vista dorsal
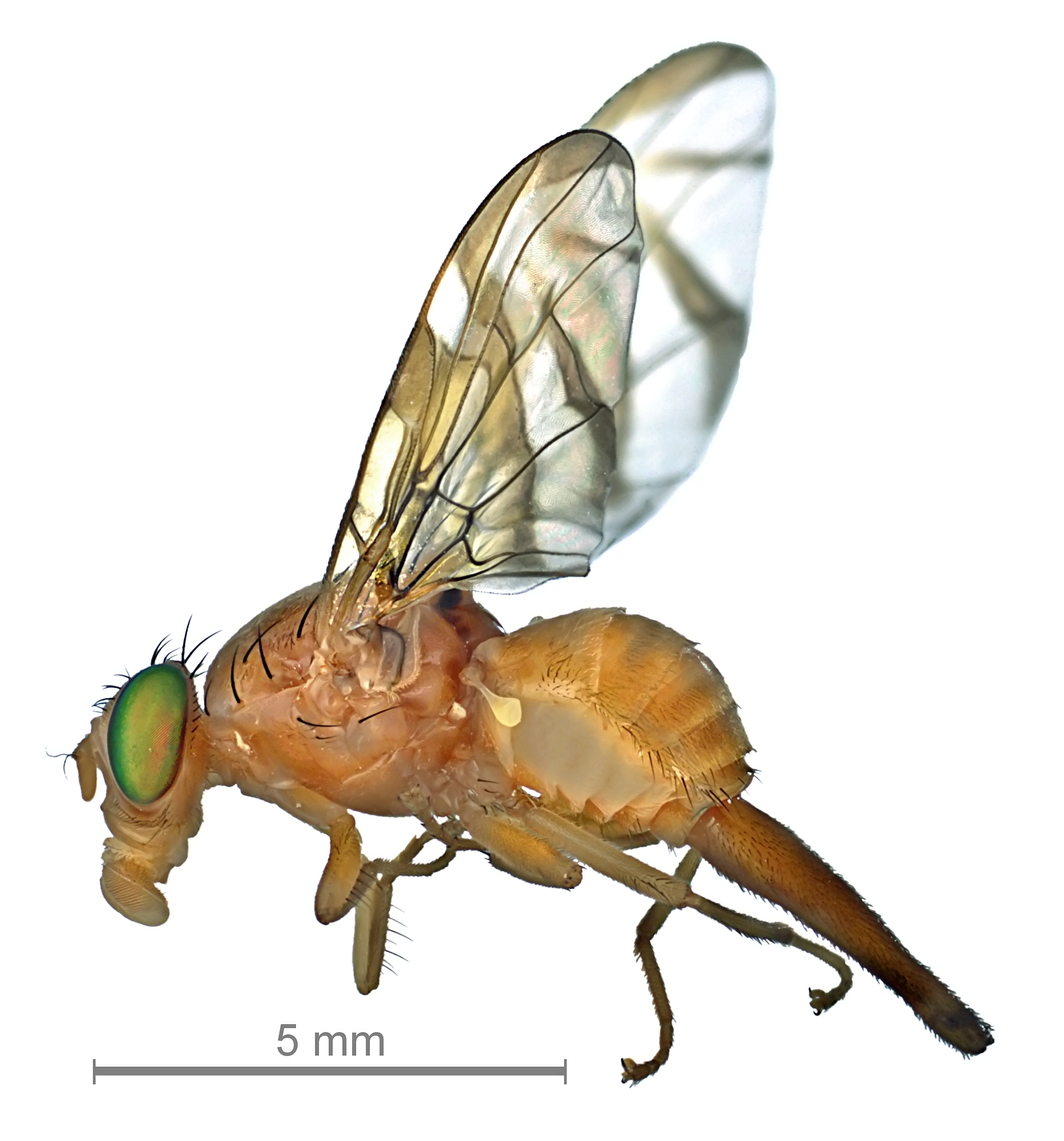
Hembra, vista lateral